# SDE Competición

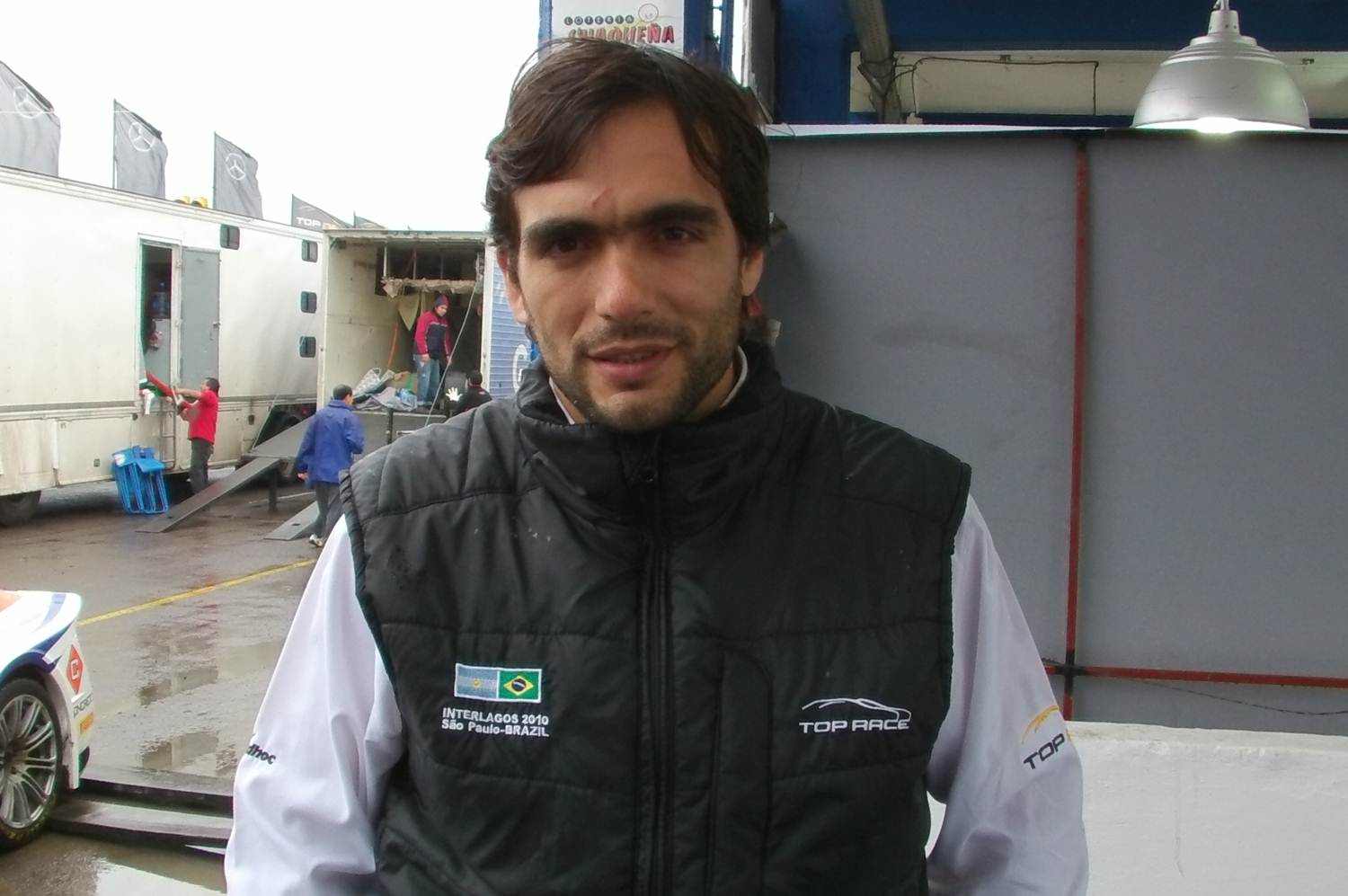
Marcos Vázquez, piloto del equipo SDE Competición.

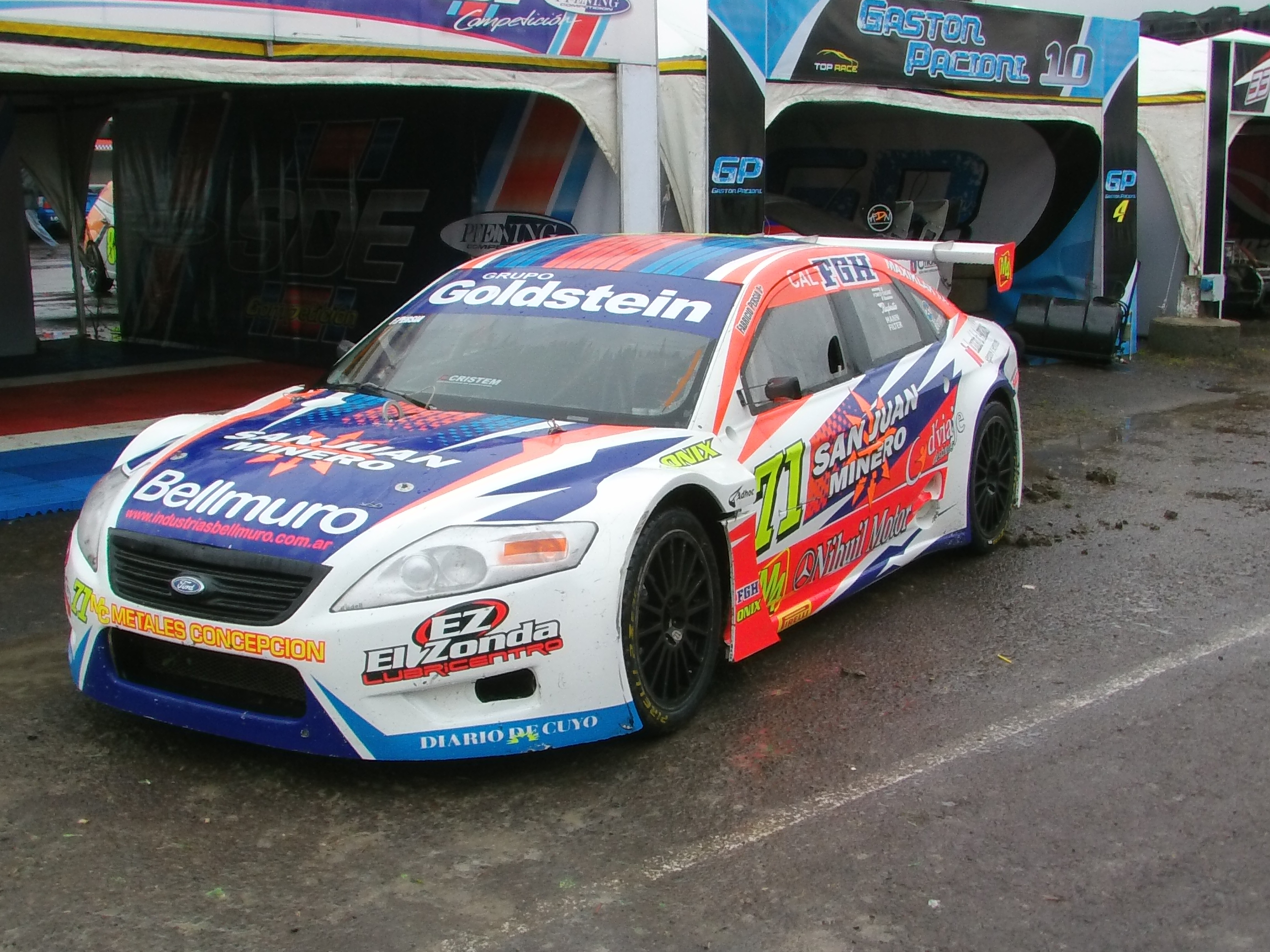
Unidad Ford Mondeo III de la categoría argentina Top Race Series, atendida por el SDE Competición en el año 2013. Piloto: Fabricio Persia.

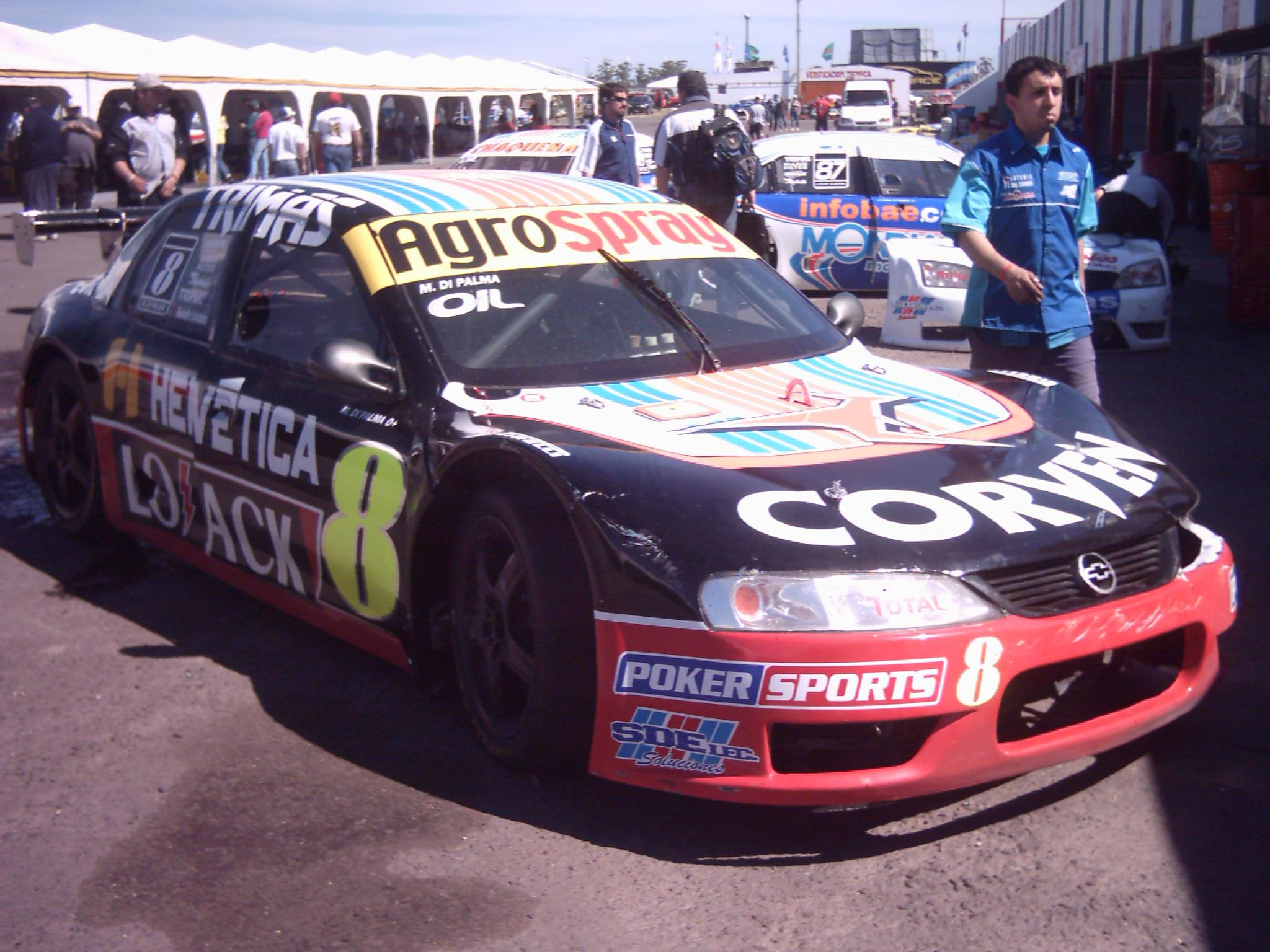
Unidad Chevrolet Vectra II de la categoría argentina Top Race Junior, atendida por el SDE Competición en el año 2011. Piloto: Marcos Di Palma.

SDE Competición es un equipo argentino de automovilismo. Es reconocido en Argentina por sus participaciones y estrecha colaboración con la categoría Top Race, en la cual además de competir en sus divisionales Top Race V6 y Top Race Series, también tiene a su cargo la organización y atención en pista de las unidades de la división Top Race Junior desde 2016. 
Este equipo nació en el año 2010 como un acuerdo de colaboración entre el preparador Claudio Pfening y el piloto Marcos Vázquez. En ese sentido, Pfening se haría cargo de la dirección técnica del equipo, mientras que Vázquez se haría con la dirección deportiva hasta el anuncio de su retiro en el año 2014. A partir de ese año, el equipo quedó al mando del piloto Raúl Trungelitti.
En el año 2013, con la creación de la división Top Race NOA, se convirtió en la primera escudería del interior argentino en inaugurar una Escuela de formación profesional de Pilotos, la cual tiene su espacio físico en el Autódromo Internacional de Termas de Río Hondo.
En el año 2012, el equipo inscribió por primera vez su nombre en lo alto del automovilismo argentino, al proclamarse campeón el piloto Facundo Della Motta dentro de la divisional Top Race Junior.
En los años 2015 y 2018, nuevamente el SDE Competición inscribe su nombre a nivel nacional, al proclamarse como campeones los pilotos Fabián Flaqué y Gastón Crusitta, ambos en la divisional Top Race Series.
Su participación tuvo una pausa una vez finalizada la temporada 2018, cuando a inicios del año 2019 anunciaron su baja de las competiciones, especificando motivos meramente administrativos. El control de la estructura de este equipo fue asumido en conjunto por el empresario Santiago Bussolini y el piloto Gastón Crusitta, quienes sobre su base fundaron un nuevo equipo al que denominaron Inbest Racing.
Finalmente, al finalizar la temporada 2019 la conducción del equipo fue asumida por la familia Ponce, siendo el piloto Darío Ponce designado como su nuevo director. Al mismo tiempo, fue la denominación del equipo fue reformulada a SDE Inbest Racing. Tras la misma, el equipo continuó con su temática de trabajo, a la vez de habilitar la creación de una estructura satélite con base en la Provincia de San Juan, cuya dirección fue asumida por los hermanos Ariel y Fabricio Persia, siendo denominada SDE San Juan.

## Historia
Tras haberse iniciado a nivel nacional en la categoría Copa Mégane, en el año 2008, y haber debutado en la divisional Top Race Junior en 2009, el piloto santiagueño Marcos Vázquez comenzaría a pergeñar la idea de poder crear una escudería propia para esta última categoría, con la cual poder representar más fielmente a su provincia. Es así que tras haber competido en 2009 bajo el ala del equipo JE Motorsport, para 2010 consigue establecer un acuerdo con el preparador de Humboldt, Claudio Pfening, director técnico del equipo JE, para requerir de sus servicios.
De esta manera y con el inicio de la Copa América 2010 de Top Race, en la divisional Junior hacía su estreno el equipo SDE Pfening Competición, el cual inicialmente haría pie en la localidad de Humboldt, en los talleres de Claudio Pfening. Inicialmente, el equipo hace su aparición poniendo en pista para todo el torneo, una sola unidad que fue tripulada por Marcos Vázquez. Los resultados iniciales fueron muy auspiciosos, poniendo a Vázquez muy cerca de la lucha por el título y cerrando el torneo en la quinta colocación. La performance exhibida por el equipo anima a sus directivos a querer expandirse, por tal motivo para el torneo siguiente (corrido en el segundo semestre de 2010), el SDE amplia su plantilla de pilotos pasando a contar con las incursiones de Yamil Apud y Joel Gassman. Nuevamente el equipo mostraría a Vázquez como punta de lanza de la escudería, teniendo grandes resultados que lo colocarían en la segunda posición del torneo al cabo de las 6 fechas que duró. Sin embargo, tras conocerse la decisión de la comisión directiva de Top Race de cambiar para el año 2011 su ente fiscalizador y la consecuente clausura de la Temporada 2010, la lucha por el título se dio por concluida y Vázquez terminaría cerrando la temporada con la conquista de su primer subcampeonato a nivel nacional.
En el año 2011, Trungelliti comienza a poner en marcha su plan de trasladar de manera definitiva la base de su equipo a la Provincia de Santiago del Estero. Al mismo tiempo, inició un proceso de reorganización interna en la cual renovaría parcialmente su plantilla, incorporando un coche más y dos nuevas caras al plantel. A los pilotos Vázquez y Apud, se les sumarían también como nuevas incorporaciones los pilotos Lucas Ariel Guerra y Facundo Della Motta, manteniendo además en pista a sus 3 Ford Mondeo II e incorporando para Della Motta un Chevrolet Vectra II. Sin embargo, en un año donde se produjo una gran cantidad de recambios en los diferentes equipos, el SDE no quedaría al margen de esto, ya que tras haber presentado su nuevo equipo se sucederían las bajas de Della Motta y Guerra. Aun así, el equipo logra reforzarse con la llegada del experimentado piloto Marcos Di Palma, quien ya venía compitiendo en la divisional Top Race V6. En cuanto a lo deportivo, en esta temporada llegarían los primeros grandes éxitos de la escudería en la divisional, al conquistar el triunfo primeramente Yamil Apud, el 20 de marzo de 2011 en el Autódromo Hermanos Emiliozzi y más tarde Marcos Vázquez, el 10 de julio de 2011 en el Autódromo Ciudad de La Rioja. Estos resultados permitirían que tanto Vázquez como Apud, queden clasificados a la Etapa de Definición del campeonato, cerrando finalmente el torneo en las posiciones 8º y 28º respectivamente.
En 2015 se suma a mitad de temporada Mariano Altuna a la escudería del entonces llamado Top Race V6, posibilitando otro salto deportivo. Un año más tarde, con la recuperación del TopRace Junior como categoría de nivel nacional, se incorpora a Santiago Bussolini como responsable comercial, para aumentar progresivamente el parque automotor, que logró un pico de 22 autos a fines de 2017. Por su parte, en 2016 y 2017 Altuna pelea mano a mano el título de campeón con Agustín Canapino, consagrando definitivamente al SDE Competición como un equipo de élite en el automovilismo argentino.
La temporada 2018 comienza con Altuna y Krujoski en TopRace, más Gastón Crusitta, incorporado en 2017 con un subcampeonato en Top Race Series afrontando su segundo año en la división. A este último se le suma Martín Ferreyra, campeón en 2017 del Top Race Junior. Por otro lado, Pfening es desvinculado del equipo, por lo que Andrés "Tato" Ponce y Daniel Boero son los nuevos responsables técnicos.

## Participaciones
| Valores    | Top Race V6 | Top Race Series | Top Race Junior |
| ---------- | ----------- | --------------- | --------------- |
| Temporadas |             |                 | 2010            |
| Temporadas |             | 2011            |                 |
| Temporadas | 2012        |                 | 2012            |
| Temporadas | 2013        | 2013            | 2013            |
| Temporadas | 2014        | 2014            |                 |
| Temporadas | 2015        | 2015            |                 |
| Temporadas | 2016        | 2016            |                 |
| Temporadas | 2017        | 2017            |                 |
| Temporadas | 2018        | 2018            |                 |
| Temporadas | 2020        | 2020            | 2020            |
| Temporadas | 2021        | 2021            | 2021            |
| Temporadas | 2022        | 2022            | 2022            |

- En 2019 la estructura participó bajo la denominación Inbest Racing.

## Palmarés
| Top Race V6     | Top Race V6           | Top Race V6              | Top Race V6 |
| Título          | Pilotos               | Automóvil                | Año         |
| --------------- | --------------------- | ------------------------ | ----------- |
| Subcampeón      | Mariano Altuna        | Chevrolet Cruze I        | 2016        |
| Subcampeón      | Mariano Altuna        | Chevrolet Cruze I        | 2017        |
| Top Race Series |                       |                          |             |
| Título          | Pilotos               | Automóvil                | Año         |
| Campeón         | Fabián Flaqué         | Mercedes-Benz CLA Series | 2015        |
| Subcampeón      | Fabricio Persia       | Mercedes-Benz CLA Series | 2016        |
| Subcampeón      | Gastón Crusitta       | Chevrolet Cruze Series   | 2017        |
| Campeón         | Gastón Crusitta       | Chevrolet Cruze Series   | 2018        |
| Subcampeón      | Fabricio Persia       | Chevrolet Cruze Series   | 2019        |
| Top Race Junior |                       |                          |             |
| Título          | Pilotos               | Automóvil                | Año         |
| Subcampeón      | Marcos Adolfo Vázquez | Ford Mondeo II           | 2010        |
| Campeón         | Facundo Della Motta   | Ford Mondeo II           | 2012        |